# Альпійські стрільці
Альпі́йські стрільці́ (італ. alpini) — військові частини (підрозділи) в італійській, французькій, німецькій, австрійській арміях, призначені для ведення бойових дій в гірській місцевості. Традиційно комплектуються жителями гірських районів, і забезпечуються спеціальним спорядженням та озброєнням.
Назва «альпійські стрільці» часто вживається як синонім понять «гірські» і «гірсько-піхотні» війська.

## Італійські альпійські стрільці

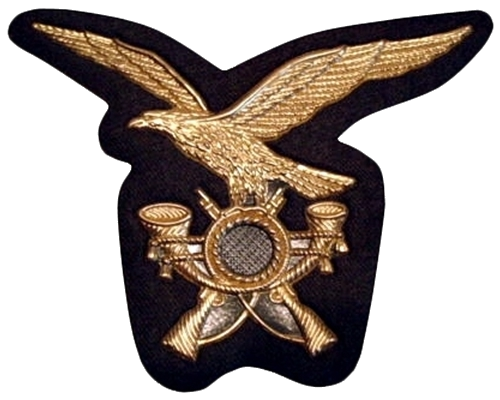
Емблема італійських альпійських стрільців

### Історія

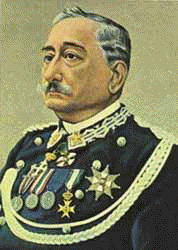
Засновник альпійських стрільців Джузеппе Перручетті

Під час Австро-італо-французької війни 1859 року Джузеппе Гарібальді командував добровольчим корпусом який носив назву альпійських стрільців (або альпійських єгерів). В ході бойових дій стрільці-гарібальдійці завдали поразки австрійським військам у Ломбардії, звільнивши її велику частину. У тій війні саме вони відстояли національну честь Італії, проявивши високі зразки військової доблесті і сміливості.
Корпус альпійських стрільців створений в Італії 15 жовтня 1872 Дж. Перручетті.
Під час Першої світової війни було сформовано 80 батальйонів, для ведення бойових дій в Альпах. Після війни значну їх частину було розформовано.
Під час Другої світової війни на Східному фронті діяли три італійські альпійські дивізії. Дивізії перебували під німецьким командуванням на фронті під Сталінградом. В умовах відкритого степу, не маючи достатніх протитанкових засобів, дивізії зазнали великих втрат від дій радянських танків.
У 1968 році у складі сухопутних військ Італії було дві гірсько-піхотні дивізії, п'ять окремих альпійських бригад і кілька альпійських батальйонів [1].
Альпійські стрільці беруть участь в миротворчих операціях в Лівані, Косово та Афганістані. Миротворчими силами ООН в Лівані командує італійський генерал-майор Паоло Серра.

### Символіка

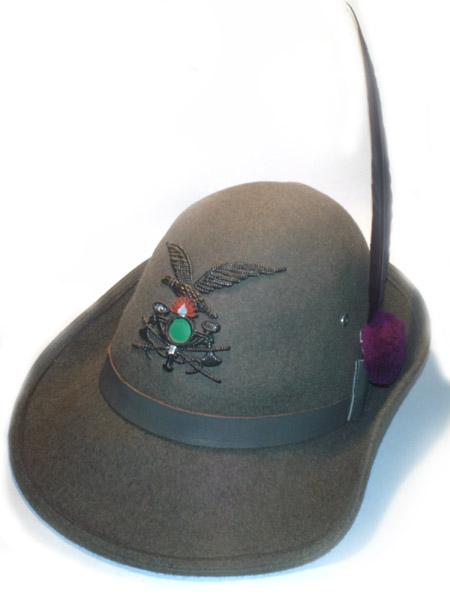
Капелюх альпійського стрільця

Особливим головним убором альпійських стрільців є фетровий капелюх з пером і вовняним помпоном з лівого боку. Колір помпона позначає батальйон. Емблема на головному уборі — чорний орел над схрещеними гвинтівками і мисливським рогом. Чорний колір пера (ворона) — для нижніх чинів, коричневий (орла) — для молодших офіцерів, білий колір (гусака) — для старших офіцерів і генералів.
Помпон напівовальної форми розміщується зліва на капелюсі, в нього вставляється перо. У молодших і старших офіцерів помпон металевий, золотистого кольору, у генералів — сріблястого кольору. Кольори помпонів: білий, червоний, зелений та синій, (кольорами позначають номери батальйонів: 1, 2, 3, 4), амарантовий (інженерні частини) і фіолетовий (тилове забезпечення). Помпони артилеристів, зв'язківців, саперів містять цифри і літерні скорочення.
Металева або пластикова емблема розташовується на передній частині капелюха. Голова і крила в орла повернені вліво, внизу розташований ріжок, під яким розташовуються дві схрещені гвинтівки. Налічується 12 різновидів емблем залежно від виду служби. Емблема на капелюсі генералів помітна одразу — орел на червоному тлі.
Петлиці — зелені, 10 різновидів залежно від виду служби та спеціальності (стрільці, артилеристи, зв'язківці, сапери та інші).

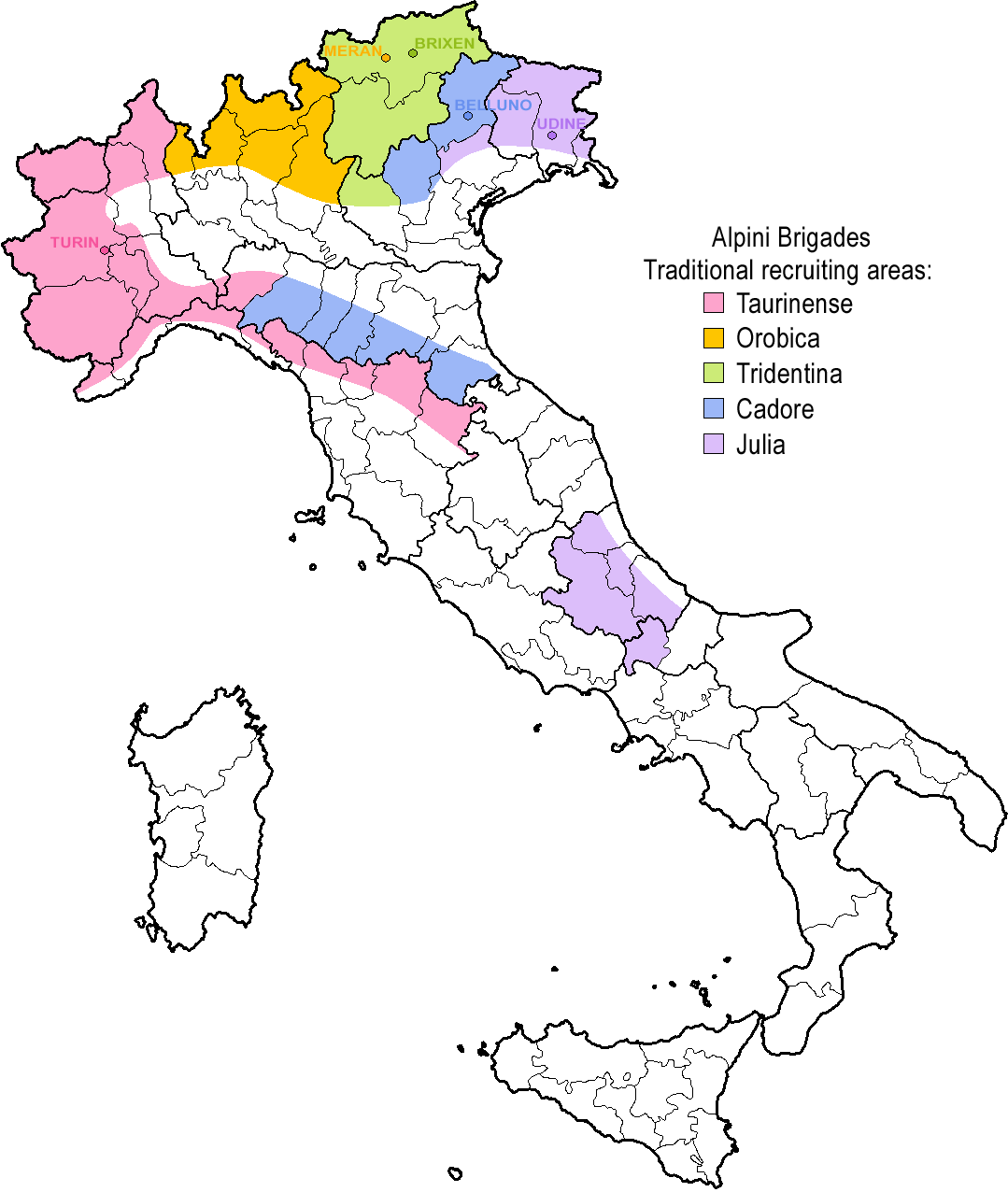
Райони рекрутування населення в підрозділи альпійських стрільців

### Організація
Командування альпійських військ включає штаб дивізії «Тридентина», без бойових частин і підрозділів, дві альпійські бригади: «Юлія» і «Таурінензе», а також десантний альпійський і навчальний полки. Майже всі альпійські частини розташовуються на півночі Італії. Кожна бригада включає в себе три альпійських полки, артилерійський і саперний полк.

### Цікаві факти про італійських стрільців
Італійці, що в Другій світовій воювали проти Червоної армії, на своїх гербах мали тризуб. Тризуб з'явився на емблемах більшості італійських підрозділів Восьмої армії, що воювала на Східному фронті Другої світової. Навіть тих, що не брали участі в боях на території нинішньої України. Як-от тих же дивізій альпійських стрільців «Тридентина», «Юлія» та «Кунеенсе». Вони воювали спочатку на Кавказі, а згодом — у східній Слобожанщині — Курщині й Вороніжчині. Та на герби «альпійців» теж додали український тризуб. Можна припустити що, Дон, Кубань, а також східну Слобожанщину італійці вважали українськими територіями.
|                                                                                 | "…У квадраті блакитного кольору міститься золотий тризуб України, що нагадує про найславетнішу сторінку майже столітньої історії корпусу" |
| — Опис емблеми італійського 82-го механізованого піхотного батальйону "Торіно". | |

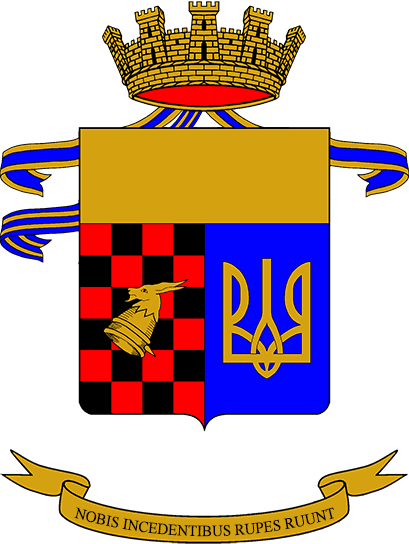
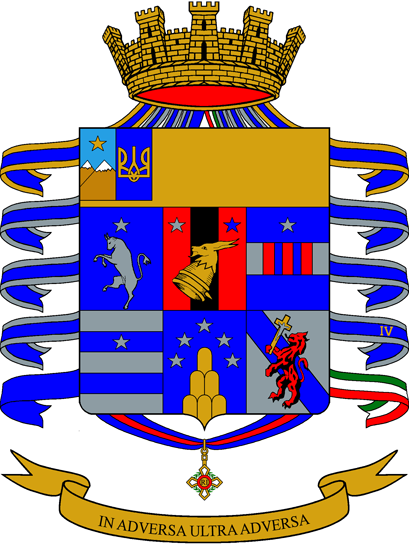
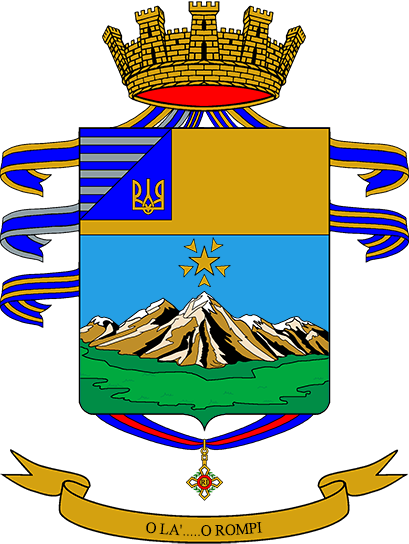
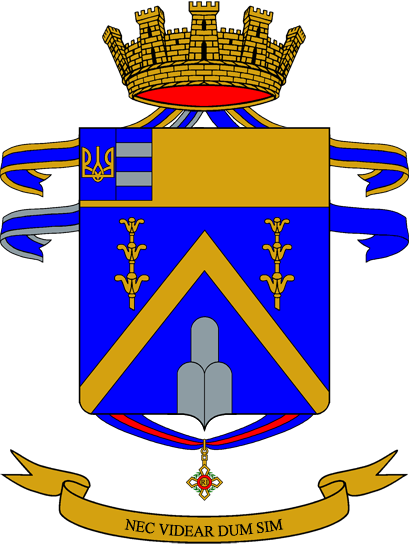
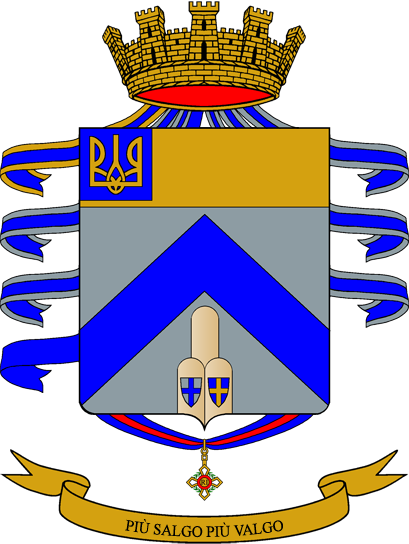

## Німецькі альпійські стрільці

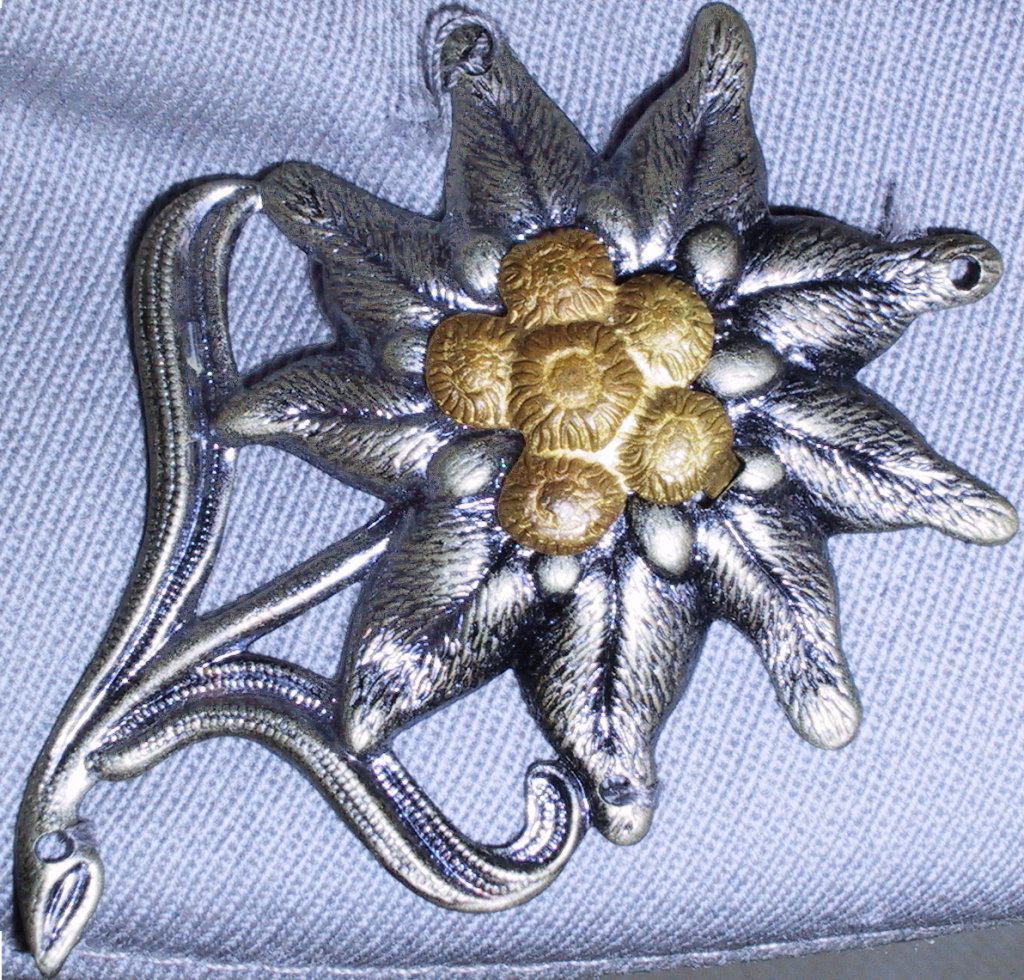
Емблема 1-ї гірсько-стрілецької дивізії (Німеччина)

У Німеччині альпійські частини були створені в 1915 році для допомоги військам Австро-Угорщини. Гірськострілецькі частини вермахту брали участь в бойових діях на Кавказі під час Другої Світової війни.
У роки другої світової війни альпійських стрільців розглядали як елітні підрозділи і використовували в тих боях, де були потрібні їх особливі альпіністські навички. Вони пройшли всю війну і діяли на всіх фронтах: від Норвегії до Балкан і особливо в Росії. Коли в 1939 році почалося вторгнення в Польщу, 1-а, 2-а і 3-а дивізії альпійських стрільців охопили з флангів польські війська, а незабаром після цього 2-а і 3-а дивізії були перекинуті до Норвегії, щоб перешкодити висадці союзників в Нарвіку. Коли в 1941 році Гітлер розпочав війну з СРСР, дивізії альпійських стрільців взяли участь в операції «Барбаросса». На перших же етапах вторгнення 1-а та 4-а дивізії прорвалися до Кавказу і підняли свій прапор на вершині Ельбрусу.
Після війни в складі Бундесверу збереглася тільки 1-а гірська дивізія або, як її ще називають, «1-а дивізія альпійських стрільців» .У результаті реформи Бундесверу в 1991–1995 рр. залишилася тільки 23 бригада альпійських стрільців (GebJgBrg23).